# Oddworld: Abe's Oddysee
Oddworld: Abe's Oddysee fue uno de los primeros videojuegos importantes para la PlayStation de Sony, que posteriormente salió para PC. El juego fue reconocido por su alto nivel gráfico y sonoro con unas excepcionales escenas animadas, explotando al máximo las capacidades de la consola. Estaba prevista también una versión para Sega Saturn pero finalmente fue cancelada por motivos desconocidos. Abe's Oddysee es un juego que transcurre de manera horizontal y en cada escena se debe resolver un puzle que obliga al jugador a manipular varios personajes mediante comandos de voz, coordinar sus movimientos e interactuar con elementos para avanzar a la siguiente pantalla.

## Argumento
Abe es un miembro de la raza Mudokon, una de las tantas que habitan el planeta remoto conocido como Oddworld. Trabaja junto con sus compañeros como obrero y esclavo en las Granjas Hostiles ("Rupture Farms" en inglés), una poderosa empresa que se encarga de procesar carne.
El juego arranca cuando Abe descubre una terrible verdad. Por accidente, consigue ser testigo de una reunión en la que están presentes los directivos de la empresa, los glukkons. Estos han extinguido con anterioridad diversas especies del planeta tras usarlas como materia prima para la elaboración de sus alimentos. Abe se horroriza tras conocer que su próximo plan empresarial consistirá en vender carne de nada menos que de los Mudokon. 
Es así como Abe decide emprender su huida, no sin antes hacer saltar las alarmas del lugar tras ser visto por una de las cámaras de seguridad. El jugador decidirá si ayudar a Abe a huir por sí solo, o si tomar la opción más arriesgada de conseguir que el resto de sus compañeros se salven junto con él.

## Personajes y razas[4]

### Personajes
- Abe: Personaje principal y que el jugador controla a lo largo de la aventura. Es el mudokon que descubre los planes de Molluck y emprende la huida que desembocará en la liberación de su raza.

- Molluck: Un miembro de la raza glukkon que idea el nuevo producto que será lanzado al mercado para compensar la falta de beneficios que generan los otros productos de la fábrica.

- Bigface: Es un chamán o brujo perteneciente a la raza mudokon que guía a Abe en su camino hacia su liberación y la de sus compañeros esclavos.

- Elum: Una simpática criatura que le sirve como montura a Abe, además de permitirle resolver algunas de las pruebas que tiene que superar durante su aventura. Le encanta la miel.

- Shrykull: Mitad dios, mitad mudokon, será en quien se transforme Abe cuando el juego lo requiera. Se presenta en forma de "tríbrido", ya que comparte la forma de un Scrab, un Paramita y un Mudokon en un solo cuerpo.

### Razas
- Mudokons: Raza que trabaja esclavizada en las granjas hostiles de los glukkons. Son de aspecto humanoide pero con una piel verdosa o azulada. Caminan a dos patas y les sale una especie de cola del cráneo. Son capaces de realizar grandes saltos debido a sus huesos huecos, posiblemente a que esta raza ha evolucionado a partir de las aves. Al morir, su cuerpo se desintegra en pájaros. Además tienen la facultad de "cantar" un extraño poder que les permite la posesión de otras especies y objetos inanimados. También trabajan como esclavos en otras partes de la sociedad, como en las destilerías, tal y como se ve en Oddworld: Abe's Exoddus
- Glukkon: Dueños de la mayoría de industrias de Oddworld. La mayoría de razas trabajan para ellos o son utilizadas por estos con algún beneficio.
- Slig: Encargados de la seguridad de las Granjas Hostiles y de otras industrias, en realidad son guardias que mantienen a los Mudokons esclavizados y vigilan que no se escapen. Caminan a dos patas y son de un color marrón. Van armados con una metralleta y pueden dar órdenes a los Slogs.
- Slog: Mascotas de los sligs. Son una boca con patas a los que les encanta la carne.
- Scrab: Criaturas cuadrúpedas increíblemente territoriales y muy agresivas que viven en el desierto. Su piel tiene tonos rojos y amarillos. Son carnívoros, y su dieta básica son Mudokons lentos. Son tan territoriales que si se encuentran dos a la vez, dejan todo aquello que estaban haciendo y se pelean hasta que solo quede uno. Cabe decir que ni los Scrabs ni los Paramitas tienen ojos, y es posible que se guien por el olor y los sonidos.
- Paramita: Criaturas que viven en los bosques de Oddworld. A simple vista parecen grandes manos que andan solas, ya que alrededor de su boca tienen unas protuberancias muy similares a unos dedos. A diferencia de los Scrabs, los Paramitas son altamente sociables, y no atacan a los Mudokons a la ligera, salvo que éstos los acorralen o se dé el caso de que haya dos Paramitas juntos. Son carnívoros, pero se han acostumbrado a las bolitas de carne que los Mudokons dejan en sacos colgados. Pueden trepar por telarañas.

## Re lanzamientos
- Steam: Se lanzó por esta plataforma de compra virtual en 2008 (solo y en un pack donde incluye también Oddworld: Abe's Exoddus y en otro pack titulado The Oddboxx donde aparecía acompañado con los primeros 4 juegos de la serie)

- PS4: En 2014 salió un remake bajo el nombre de Oddworld: New 'n' Tasty!.

## Abe's Oddysee HD
Oddworld Inhabitants anunció que a fines de septiembre de 2012 se lanzará vía Steam, XBLA y PSN un remake completo titulado Abe's Oddysee New 'n' Tasty. Dentro de las principales características, el juego llevará un nuevo motor físico en un entorno 3D pero manteniendo el estilo 2D de su antecesor.